# Lamprocryptidea fuscipennis
Lamprocryptidea fuscipennis är en stekelart som först beskrevs av Szepligeti 1916.  Lamprocryptidea fuscipennis ingår i släktet Lamprocryptidea och familjen brokparasitsteklar. Inga underarter finns listade i Catalogue of Life.